# Oh Yong-ran
Oh Yong-Ran (6 de setembro de 1972) é uma ex-handebolista sul-coreana. medalhista olímpica.
Fez parte da geração medalha de prata, em Atlanta 1996 e Atenas 2004, e bronze em Pequim 2008, atuando como goleira, marcou um gol. 